# 馬尾與髮圈 (AKB48 Team SH迷你專輯)
《馬尾與髮圈》是中國女子偶像團體AKB48 Team SH的第8張EP，分別收錄了主打曲馬尾與髮圈、UZA、拉链及伴奏。同名主打曲由桂楚楚、邱笛爾共同擔任中心位置。

## 概要
馬尾與髮圈是一首以夏日為主题的歌曲，歌词借用马尾和发圈，引申出少女的暗恋情愫，侧面表达了少女对情感的向往。
UZA是展现出AKB48 Team SH全新面貌的一首歌，歌曲传递出不顾一切、放胆去爱的决心。
拉链表现出少女早起的匆忙，展现了属于AKB48 Team SH的元气与清新。

## 發行歷史
2022年
- 8月12日，主打曲馬尾與髮圈選拔成員發表[3]。
- 9月7日，官方公開日程時間表及主打曲馬尾與髮圈MV預告[4]。
- 9月14日，主打曲馬尾與髮圈正式版MV發佈及音源上線[2][5]。
- 9月21日，主打曲馬尾與髮圈舞蹈版MV發佈。
- 9月30日，《馬尾與髮圈》EP正式发行。
- 12月10日，主打曲《馬尾與髮圈》在 AKB48 Team SH 四週年紀念演唱會「Four你心中的歌」上初次表演[6]。

2023年
- 2月25日，主打曲《馬尾與髮圈》在「戀愛禁止條列」公演舞台上初次表演。

## 發行版本
本次專輯共有3款發行版本，分別為豪華版、珍藏版及應援版：
- 豪華版包括：1本歌詞本、1張CD、1張DVD、1本寫真本、1張隨機生寫、及2張集夢卡（48點）[7]。
- 珍藏版包括：1本歌詞本、1張CD、1張DVD、1張隨機生寫、及1張集夢卡（48點）[8]。
- 應援版包括：1本歌詞本、1張CD、1張DVD、1張隨機生寫、5張集夢卡（100點）及1張特別明信片[9]。

發行版本封面：
| 版本          | 封面成員                                 | 備註        |
| ------------- | ---------------------------------------- | ----------- |
| 豪華版        | 「馬尾與髮圈」選拔成員16人               | [ 7 ]       |
| 珍藏版 應援版 | 桂楚楚、邱笛爾                           | [ 8 ] [ 9 ] |
| 珍藏版 應援版 | 毛唯嘉、葉知恩、朱苓、鄒若男             | [ 8 ] [ 9 ] |
| 珍藏版 應援版 | 劉念、施可妍、魏新、吳安琪、吳凡、曾鷥淳 | [ 8 ] [ 9 ] |
| 珍藏版 應援版 | 孔珂昕、沈瑩、王安妮、王曉陽、吳凡       | [ 8 ] [ 9 ] |

## 收錄曲目
| CD       | CD                               | CD                             | CD       | CD       | CD             | CD    |
| 曲序     | 曲目                             |                                | 作曲     | 编曲     | 原曲           | 时长  |
| -------- | -------------------------------- | ------------------------------ | -------- | -------- | -------------- | ----- |
| 1.       | 《馬尾與髮圈》                   | 秋元康 王雷（译词）            | 多田慎也 | 生田真心 | 《馬尾與髮圈》 | 4:30  |
| 2.       | 《UZA（舞飒）》                  | 秋元康 天樂、尼克斯NYX（译词） | 井上義正 | 井上義正 | 《UZA》        | 4:41  |
| 3.       | 《拉鏈》                         | 秋元康 梁雪（译词）            | 板垣祐介 | 板垣祐介 | 《拉鏈》       | 4:09  |
| 4.       | 《馬尾與髮圈》 (off vocal ver.)  |                                |          |          |                | 4:30  |
| 5.       | 《UZA（舞飒）》 (off vocal ver.) |                                |          |          |                | 4:41  |
| 6.       | 《拉鏈》 (off vocal ver.)        |                                |          |          |                | 4:09  |
| 总时长： | 总时长：                         | 总时长：                       | 总时长： | 总时长： | 总时长：       | 26:40 |

## 選拔成員

### 馬尾與髮圈
（中心成員：桂楚楚、邱笛爾）
- 正式成員：桂楚楚、孔珂昕、毛唯嘉、邱笛爾、沈瑩、施可妍、王安妮、魏新、吳安琪、葉知恩、曾鷥淳、朱苓、鄒若男
- 研修生：劉念、王曉陽、吳凡

桂楚楚自《迎向未來的風》相隔四作回歸中心成員，邱笛爾首次擔任中心成員。三期生王安妮、四期生吳凡、王曉陽首次進入選拔名單。上張EP的選拔成員之中，施蔼倍、李佳慧、張嘉哲與張倩霏未進入本次選拔名單。

### UZA
（中心成員：魏新、吳安琪）
- 正式成員：桂楚楚、孔珂昕、毛唯嘉、邱笛爾、沈瑩、施可妍、施譪倍、譚珺兮、魏新、吳安琪、葉知恩、曾鷥淳、周念琪、朱苓、鄒若男
- 研修生：劉念

初舞台時間為2021年11月22日。此曲中文標記為「舞飒」。

### 拉鏈
（中心成員：葉知恩）
- 正式成員：桂楚楚（#2）、葉知恩（#1）、朱苓（#3）

括號内為决定歌曲演唱成員的2021年8月Bilibili直播活动（夏日季限定月電池榜周榜）排名。初舞台時間為2021年11月21日，PV發佈時間為2022年8月19日。此曲为组合初次翻唱NMB48的歌曲，葉知恩首次參與录音的和音部份。

## 榜單
| 《馬尾與髮圈》週榜單（2022年） | 最高排名 |
| ------------------------------ | -------- |
| 中国新歌榜                     | 3        |
| 钦州电台华语音乐动听榜         | 1        |
| Myyule数字音乐云吹万流行音乐榜 | 3        |
| 汉中音乐广播巅峰音乐榜         | 2        |